# Utu (Estonia)
Utu è un villaggio dell'Estonia, situato nel comune di Käina, contea Hiiumaa, sull'omonima isola. Nel 2011 aveva 8 abitanti.